# Lasiochila estigmenoides
Lasiochila estigmenoides is een keversoort uit de familie bladkevers (Chrysomelidae). De wetenschappelijke naam van de soort werd in 1962 gepubliceerd door Chen & Yu.